# Alytus (district)
Alytus (Litouws: Alytaus apskritis) is een van de tien districten van Litouwen en ligt in het uiterste zuiden van het land. De hoofdstad is Alytus.

## Bevolking
Volgens de Sovjetvolkstelling van 1970 leefden er 175.316 mensen in het district Alytus. Dit aantal nam langzaam toe en bereikte in 1989 een hoogtepunt met bijna 200.000 inwoners. Sindsdien daalt de bevolking in een rap tempo. 
| aantal inwoners in Alytus | 175.316 | 190.951 | 199.910 | 187.769 | 157.766 |

Het inwonersaantal bedraagt 138.144 in 2018. 

#### Religie
Een ruime meerderheid van de bevolking behoort tot de Katholieke Kerk in Litouwen.
| Rooms-Katholieke Kerk       | 136.844 | 86,7%  |
| Orthodoxe Kerk              | 1.543   | 1,0%   |
| Oudgelovigen                | 203     | 0,1%   |
| Evangelisch-Lutherse Kerk   | 181     | 0,1%   |
| Gereformeerd protestantisme | 93      | <0,1%  |
| Islam (soennisme)           | 345     | 0,2%   |
| Jodendom                    | ...     | ...    |
| Grieks-Katholieke Kerk      | 22      | 0,0%   |
| Karaïtisch jodendom         | ...     | ...    |
| overig                      | 771     | 0,5%   |
| ongelovig                   | 5.066   | 3,2%   |
| geen antwoord               | 12.683  | 8,0%   |
| Totaal in district Alytus   | 157.766 | 100,0% |

## Gemeenten
| Gemeente                   | Inwoners | Hoofdplaats  |
| -------------------------- | -------- | ------------ |
| Alytus (districtsgemeente) | 32.600   | Alytus       |
| Alytus (stadsgemeente)     | 71.500   | Alytus       |
| Druskininkai               | 25.500   | Druskininkai |
| Lazdijai                   | 27.200   | Lazdijai     |
| Varėna                     | 31.200   | Varėna       |

Alytus · Kaunas · Klaipėda · Marijampolė · Panevėžys · Šiauliai · Tauragė · Telšiai · Utena · Vilnius